# Пахомов, Борис Павлович
Бори́с Па́влович Пахо́мов (7 июня 1931, Москва, РСФСР, СССР — 18 марта 2005, Москва) — советский спортсмен (современное пятиборье), чемпион мира (1961). Мастер спорта СССР (1955). Заслуженный мастер спорта СССР (1961). 4-кратный чемпион СССР по современному пятиборью.

## Биография
Родился в Москве 7 июня 1931 года.
Выступал за ЦСКА (Москва). Майор в отставке.
4-кратный Чемпион СССР по современному пятиборью — в личном первенстве (1957, 1961) и в командном зачете (1957, 1962).
На Чемпионате мира по современному пятиборью 1961 года, проходившем в Москве, завоевал золотую медаль в командном зачёте. В личном зачёте занял 4-е место с результатом 4911 очков.
На чемпионате мира 1957 года в Стокгольме (Швеция) и на Олимпийских играх 1960 года в Риме (Италия) был запасным в команде СССР.
Скончался 18 марта 2005 года. Похоронен на Ваганьковском кладбище в Москве.